# 271. pěší divize (Wehrmacht)
271. pěší divize byla německá vojenská jednotka za druhé světové války.
Rozkaz k vytvoření divize byl vydán 22. května roku 1940 a jednotka měla sloužit jako součást 10. vlny (10. Welle), ale v červenci byla její výstava pozastavena poté, co bylo uzavřeno příměří s Francií.
Opětná výstavba byla nařízena 17. listopadu roku 1943 v Nizozemsku a jednotka měla sloužit jako součást 22. vlny (22. Welle) z divizního štábu rozpuštěné 137. pěší divize. Poté, co bylo formováno dokončeno, tak byla divize převelena do jižní Francie, kde sloužila jako pobřežní ochrana a také plnila okupační záležitosti v Montpellier. Divize se zúčastnila bojů v Normandii po spojenecké invazi a zúčastnila se také operace Jupiter. V srpnu 1944 byla zničena ve Falaiské kapse.
Znovu vystavěna byla 17. září 1944 jako 271. Volksgrenadier divize.

## Velitelé
Velitel divize
- Generalleutnant Paul Danhauser (10. prosinec, 1943 – 17. srpen, 1944)

Náčelník operací
- Oberstleutnant Bernhard Blümel (5. únor, 1944 – 17. srpen, 1944)

## Oblast operací
- Německo (prosinec, 1943 – leden, 1944)
- Nizozemsko (leden, 1944 – červen, 1944)
- Francie (červen, 1944 – srpen, 1944)

## Organizace

### Složení v roce 1940
- Infanterie-Regiment 562 (562. pěší pluk)
- Infanterie-Regiment 563 (563. pěší pluk)
- Infanterie-Regiment 564 (564. pěší pluk)
- Artillerie-Abteilung 271 (271. dělostřelecký oddíl)
- Divisionseinheiten 271 (271. divizní jednotky)

### Složení v roce 1943
- Grenadier-Regiment 977 (977. granátnický pluk)
- Grenadier-Regiment 978 (978. granátnický pluk)
- Grenadier-Regiment 979 (979. granátnický pluk)
- Artillerie-Regiment 271 (271. dělostřelecký oddíl)
- Divisions-Füsilier-Bataillon 271 (271. divizní střelecký prapor)
- Pionier-Bataillon 271 (271. ženijní prapor)
- Feldersatz-Bataillon 271 (271. záložní prapor)
- Panzerjäger-Abteilung 271 (271. oddíl tankových stíhačů)
- Divisions-Nachrichten-Abteilung 271 (271. divizní zpravodajský oddíl)
- Divisions-Nachschubführer 271 (271. zásobovací oddíl)